# Hoàng đàn rủ
Hoàng đàn rủ, các tên gọi khác hoàng đàn liễu, hoàng đàn cành rủ, ngọc am, người Trung Quốc gọi là bách mộc (柏木) (danh pháp hai phần: Cupressus funebris) là một loài hoàng đàn bản địa chủ yếu tại trung và tây nam Trung Quốc.

## Đặc điểm
Đây là loài cây gỗ lá kim mọc cao tới 20–35 m, với đường kính thân cây lên tới 2 m. Tán lá rậm rạp, thường có các cành nhỏ sắp xếp thành mặt phẳng, rủ lòng thòng bao gồm các chồi non màu xanh lục tươi, rất mảnh dẻ, hơi dẹt. Các lá áp ép dày dặc, dạng vảy, lưỡng hình, dài 1–2 mm, nhọn đầu, nhưng tới 5 mm tại các chồi to; các cây non với độ tuổi khoảng 5-10 năm có tán lá non với các lá hình kim mềm mại dài 3–8 mm. Các đôi lá mặt với tuyến xa trục tuyến tính; các đôi lá bên gập lại mặt đối mặt, đè lên các phần cuống của các đôi lá mặt, gợn lằn xa trục. Các nón phấn hình elipxoit hay hình trứng, dài 2,5–5 mm, chứa 10-14 vi lá bào tử. Các nón hạt hình cầu, dài 8–15 mm, với 6-8 vảy (đôi khi tới 12), màu xanh lục, khi chín ngả sang màu nâu sẫm khoảng 24 tháng sau khi thụ phấn. Mỗi vảy đã thụ phấn chứa 3-5 (đôi khi 6) hạt. Các nón mở ra khi chín để phát tán hạt. Thụ phấn khoảng tháng 3-5. Hạt chín vào khoảng tháng 5-6. Thường được phân loại trong chi Chamaecyparis do tính tới các cành dẹt trong tán lá của nó và tương đối ít hạt trong các nón nhỏ; tuy nhiên, trong bài này đặt nó trong chi Cupressus do các đặc trưng phát triển của nó (nón thuần thục trong năm thứ hai 2) và thành phần hóa học của các biflavon.

## Phân bố

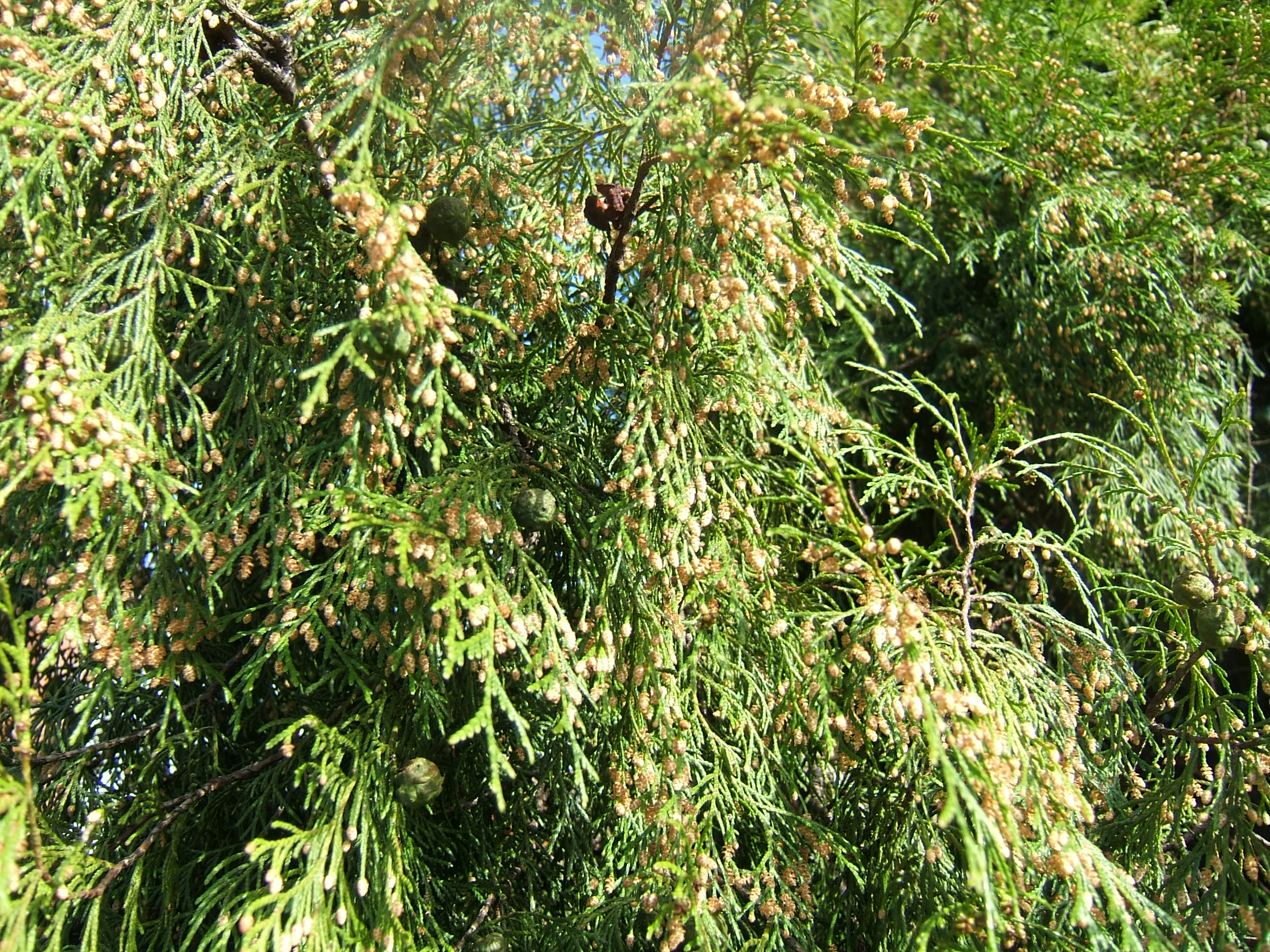
Tán lá với các nón phấn và nón hạt.

Phạm vi phân bố tự nhiên của loài này không chắc chắn do lịch sử gieo trồng lâu đời. Các cây được ghi nhận trong các môi trường rừng tại các tỉnh Quý Châu, Hồ Nam, Trùng Khánh. Nói chung nó cũng xuất hiện tại An Huy, Phúc Kiến, miền nam Cam Túc, Quảng Đông, Quảng Tây, Hà Nam, Hồ Bắc, Giang Tây, Thiểm Tây, Tứ Xuyên, Vân Nam và Chiết Giang tại các độ cao dưới 2.000 m, thường được trồng xung quanh các chùa chiền, đền miếu hay trong các khu vườn. Đôi khi nó cũng được trồng làm cây cảnh tại các khu vực ôn đới ấm áp khác, và đôi khi còn được bày bán làm cây trồng trong nhà tại các khu vực có khí hậu lạnh giá hơn. Tại Việt Nam, nó mọc rải rác tại hai tỉnh Hà Giang và Lạng Sơn, trong các khu rừng nhiệt đới thường xanh có mưa mùa ẩm, chủ yếu ở đai núi thấp, trên núi đá vôi, ở độ cao 400 - 1.500 m.

## Sử dụng
Gỗ cứng, mịn, màu vàng nhạt, được ưa chuộng để đóng đồ dùng gia đình như bàn ghế, giường. Cây trồng làm cảnh có giá trị vì dáng đẹp.

## Tình trạng bảo tồn
Sách đỏ IUCN 2010 liệt kê ở cấp Lower Risk/least concern (rủi ro thấp/ít quan tâm). Tuy nhiên ở Việt Nam nó lại được xếp vào danh sách các loài hiếm có thể bị đe dọa tuyệt chủng vì bị chặt lấy gỗ thay cho hoàng đàn (Cupressus torulosa) để làm bột hương. Mức độ đe doạ: Bậc R.